# Церковь Троицы Живоначальной (Новое)
Церковь Троицы Живоначальной — православный храм в селе Новом Некрасовского района Ярославской области.

## История
Церковь построена усердием прихожан в 1776—1777 годах. Основной престол был освящён в честь Троицы, а придел в трапезной — в честь Благовещения Пресвятой Богородицы. К приходу церкви был приписан ряд соседних деревень, и в начале XX века приход составлял более 2200 человек.
Храм был закрыт советскими властями в 1930 году, в 1945 году его вновь открыли. В постсоветское время церковь дважды подвергалась ограблениям — в 1998 и 2005 годах.

## Архитектура
Архитектура храма представляет собой синтез разновременных традиций, что характерно для провинциальной архитектуры XVIII века. Тип храма — пятиглавый бесстолпный четверик с сомкнутым сводом, с пристроенной к нему по одной оси с запада трапезной и колокольней. В архитектуре XVIII века этот тип повсеместно распространен. В ярославских землях он вырастает из синтеза местного зодчества XVII века с московскими традициями. Основным типом ярославских церквей XVII века был массивный столпный пятиглавый храм, бесстолпные же церкви, выполнявшие роль теплых храмов, занимали значительно более скромное положение в ярославской архитектуре. Они значительно более скромных размеров, далеко не всегда имеют пятиглавие, а их декор не отличается пышностью — характерные для московского узорочья «горки кокошников» отсутствуют в ярославских бесстолпных храмах. В то же время, в Москве тип богато декорированного бесстолпного пятиглавого храма, начиная с 1630-х годов становится основным и постепенно получает широкое распространение и за пределами столицы. В итоге к концу XVII века, когда московское влияние активно проникает в Ярославль, формируется «усредненный» тип храма, который становится основным для ярославской архитектуры XVIII века. Внешне он ориентирован на ярославские столпные храмы XVII века с их крупным пятиглавием, воспроизводя их закомары в виде кокошников в аттиковом ярусе, который становится характерной чертой этого типа, однако при этом является бесстолпным.
Однако церковь Троицы в селе Новом является усложненным вариантом этого типа. Её аттиковый ярус представляет собой как бы отдельный объем, меньший по площади относительно основного четверика. Вероятно, такая композиция пришла сюда из северо-западных земель Владимирской губернии (совр. Вязниковский район Владимирской области, Ивановский, Родниковский, Шуйский, Палехский и Южский районы Ивановской области), куда в свою очередь попала в конце XVII века из архитектуры московского узорочья, представляя собой переработку приема «горки кокошников», и где просуществовала весь XVIII век. Примерами композиции с аттиковым ярусом меньшей площади могут служить церковь Покрова Богородицы в селе Дунилово (1685—1704), церковь Рождества Богородицы в селе Горицы (1760—1762), церковь Усекновения главы Иоанна Предтечи в селе Парское (1773—1785). Но в церкви в Новом кокошники в аттиковом ярусе заменены на барочные филенки, что, впрочем, не было новаторством — такой прием на момент строительства храма уже был использован в церкви Спаса Преображения в посаде Большие Соли (совр. Некрасовское) 1755 года постройки. В филенки Троицкой церкви помещены металлические пластины, ранее содержавшие различные изображения, не дошедшие до нашего времени.
В стилевом отношении аттиковый ярус церкви в Новом опосредованно восходит к архитектуре московского узорочья, его же декор барочный. Под ним находится широкий карниз, состоящий из ленты поребрика, ленты маленьких квадратных углублений и лент зубчиков. Он также восходит к московскому узорочью, характерной чертой которого являются роскошные карнизы. В ярусах светов же проявляется влияние новой архитектуры: барочные наличники с профилированными сандриками и полуколонками обрамляют оба яруса окон, а между ярусами расположен ряд барочных ниш с лучковым завершением. Пространство стены между соседними окнами разделано вертикальными нишами. Граненая апсида восходит к архитектуре нарышкинского стиля. Наиболее новаторской является четырехъярусная колокольня, тяготеющая к раннему классицизму.
Осевую симметрию композиции храма нарушает трапезная, сдвинутая чуть на север относительно основного объема. Эта особенность — результат создания придела, посвященного Благовещению, в северной части трапезной. Из-за того, что двускатная крыша трапезной оказалась сдвинута, южная часть западной стены четверика осталась свободной и в ней было прорезано окно.

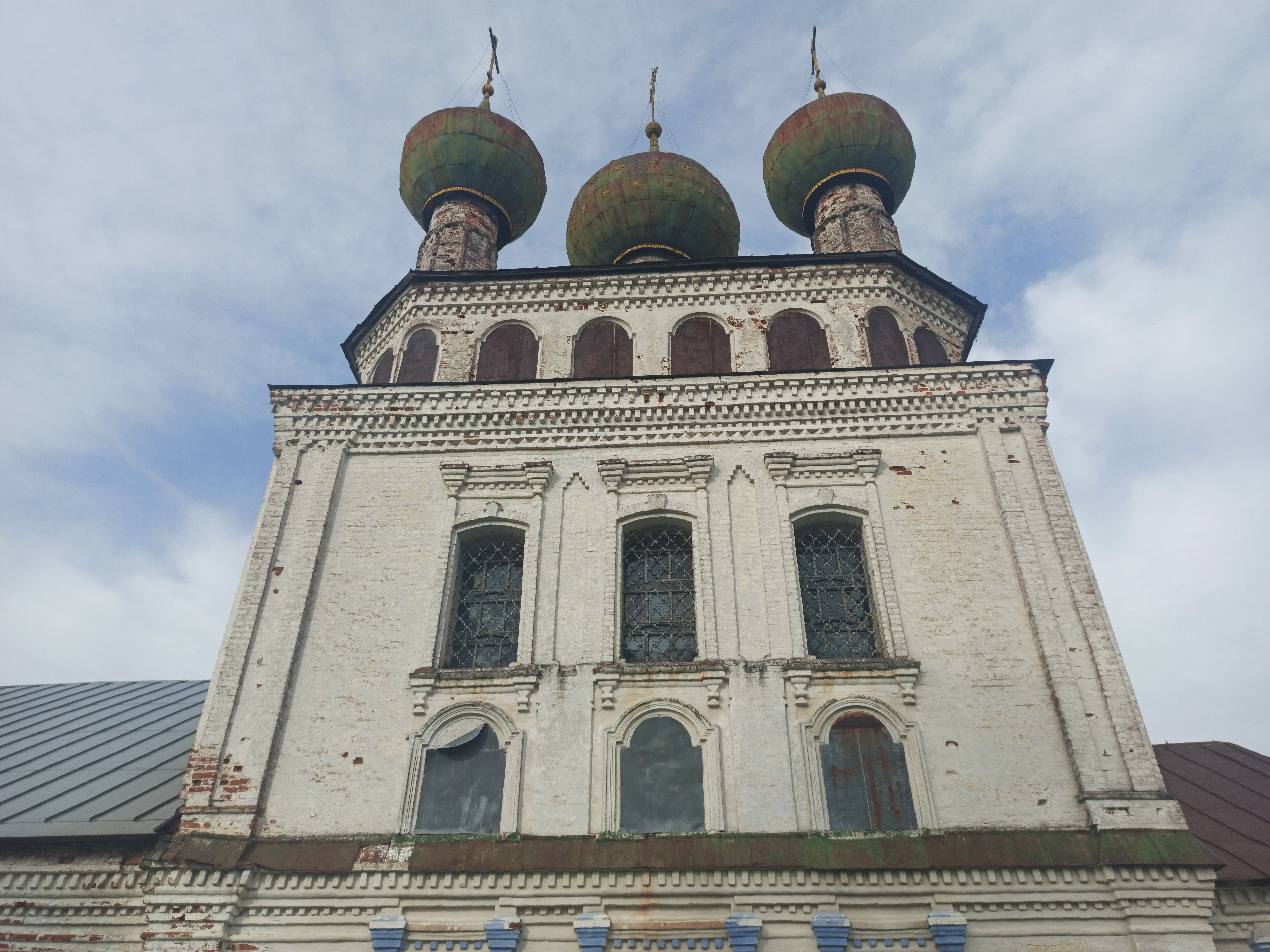
Южный фасад
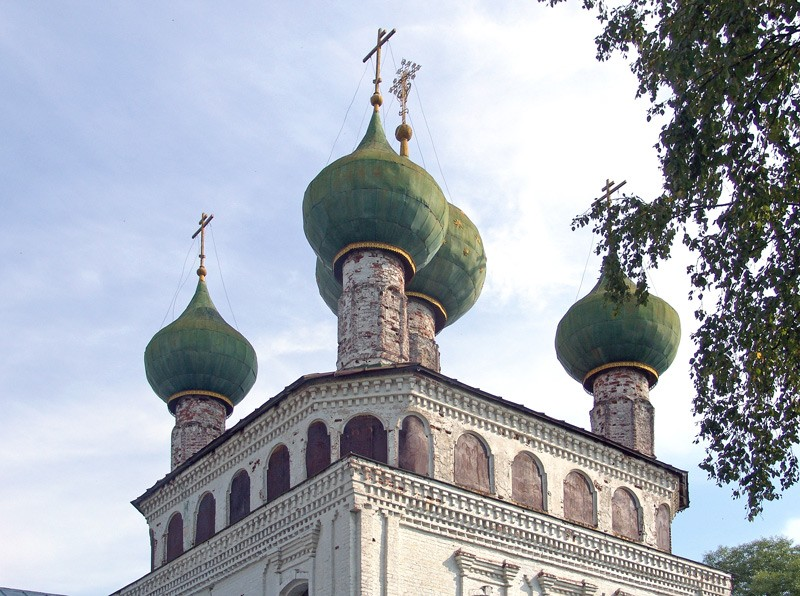
Аттиковый ярус

## Интерьер
Внутри храма сохранился роскошный деревянный барочный иконостас. Дата его создания неизвестна, однако его сходство с иконостасами конца XVIII века в церкви Николая Чудотворца (1779) в городе Приволжске, церкви Троицы (1790) в с. Петровском Ивановской области и церкви Николая Чудотворца (1795) в селе Борщино Костромской области позволяет датировать иконостас Троицкой церкви в Новом последней четвертью XVIII века. Иконостас состоит из двух ярусов, каждый из которых завершается мощным карнизом. Сегмент верхнего яруса над царскими вратами обрамляют каннелированные колонны с коринфскими капителями, чей декор имитирует витые колонны, а сегменты над дверями жертвенника и диаконника — каннелированные пилястры. Между ярусами помещены скульптуры ангелов, наиболее крупные из которых — два ангела с рипидами над царскими вратами. Венчает иконостас скульптурное распятие с фигурами Богородицы и апостола Иоанна Богослова по бокам от креста.
В интерьере также сохранились сравнительно поздние росписи: первоначально храм был расписан в конце XVIII — начале XIX века, но затем во второй четверти XIX века росписи поновлялись художником Я. Зотиным. Росписи выполнены в академическом стиле. Сюжетные композиции помещены в своеобразные богато декорированные рамы, которые в некоторых местах на стенах переходят в архитектурные кулисы. Сюжетную основу росписей храма составляет цикл Страстей Христовых, который разворачивается на стенах и достигает своей кульминации в росписях свода. Центральное место на западной стене занимает сцена «Моление о чаше», сбоку от которого помещены «Поцелуй Иуды» и «Христос перед Каиафой», а под ним — «Увенчание тернием». На южной стене расположены сцены «Отречение Петра» и «Предательство Иуды», а на северной — «Суд Пилата» и «Христос на суде у Ирода». Апогея цикл Страстей Христовых достигает в росписях свода: в северном лотке — «Несение креста», в восточном — «Распятие», в южном — «Снятие с креста» и в западном — «Положение во гроб». Интересно, что в сцене «Распятия» живописью является лишь изображение ангелов над крестом, в качестве распятия же используется распятие, венчающее иконостас. Между окнами на северной и южной стене четверика помещены изображения святых в полный рост. В конхе апсиды изображена Тайная вечеря.
Примечательно взаимодействие живописи с архитектурой храма. Так, уже упомянутое окно, прорезанное в южной части западной стены четверика, дополняется окном, изображенным в росписи северной части южной стены. Таким образом, архитектурная асимметрия нивелируется в интерьере художником. Росписи взаимодействуют и с архитектурой иконостаса. Это и уже упомянутое использование венчающего иконостас распятия в цикле росписей, и перекличка витых колонн, обрамляющих живописные сцены, с витыми колоннами иконостаса, расположенными напротив.

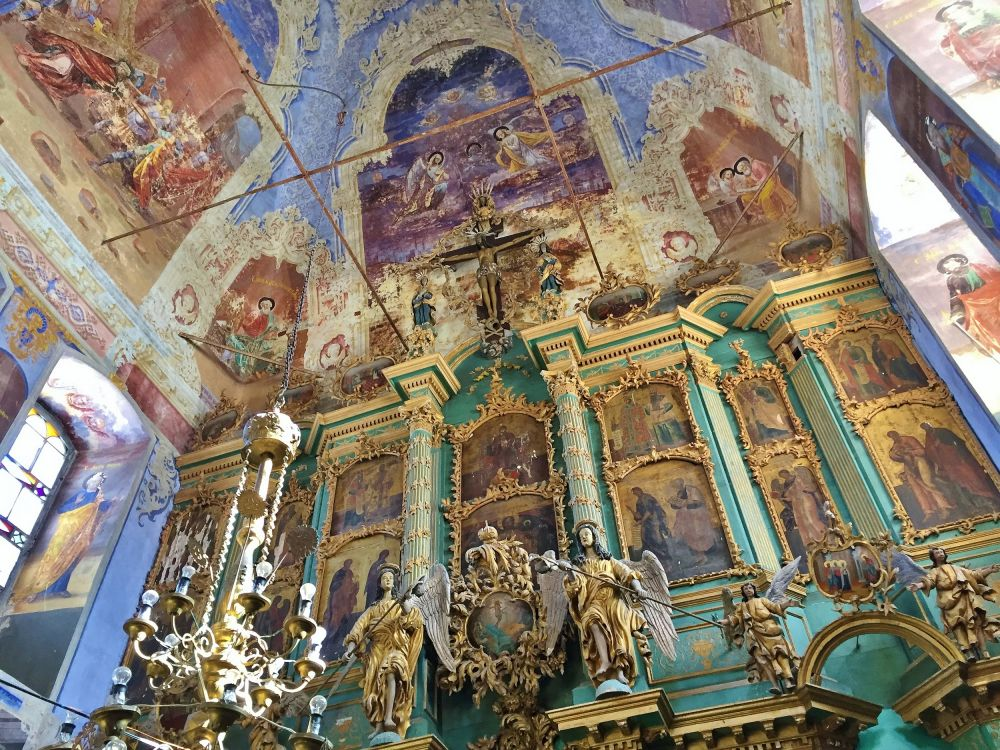
Иконостас
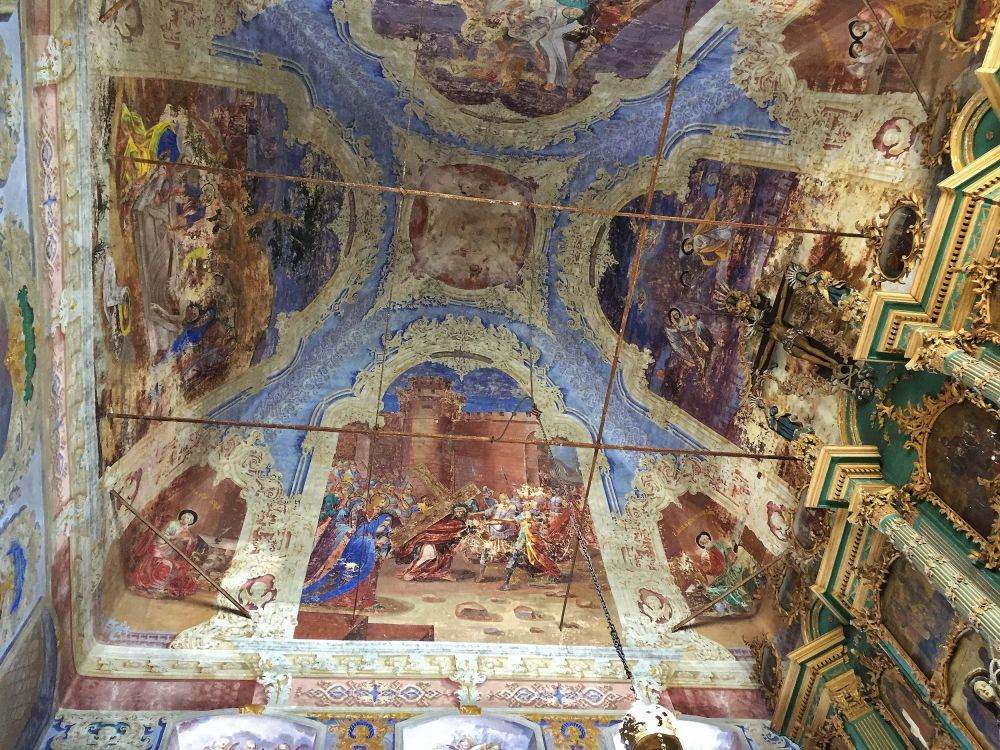
Росписи свода
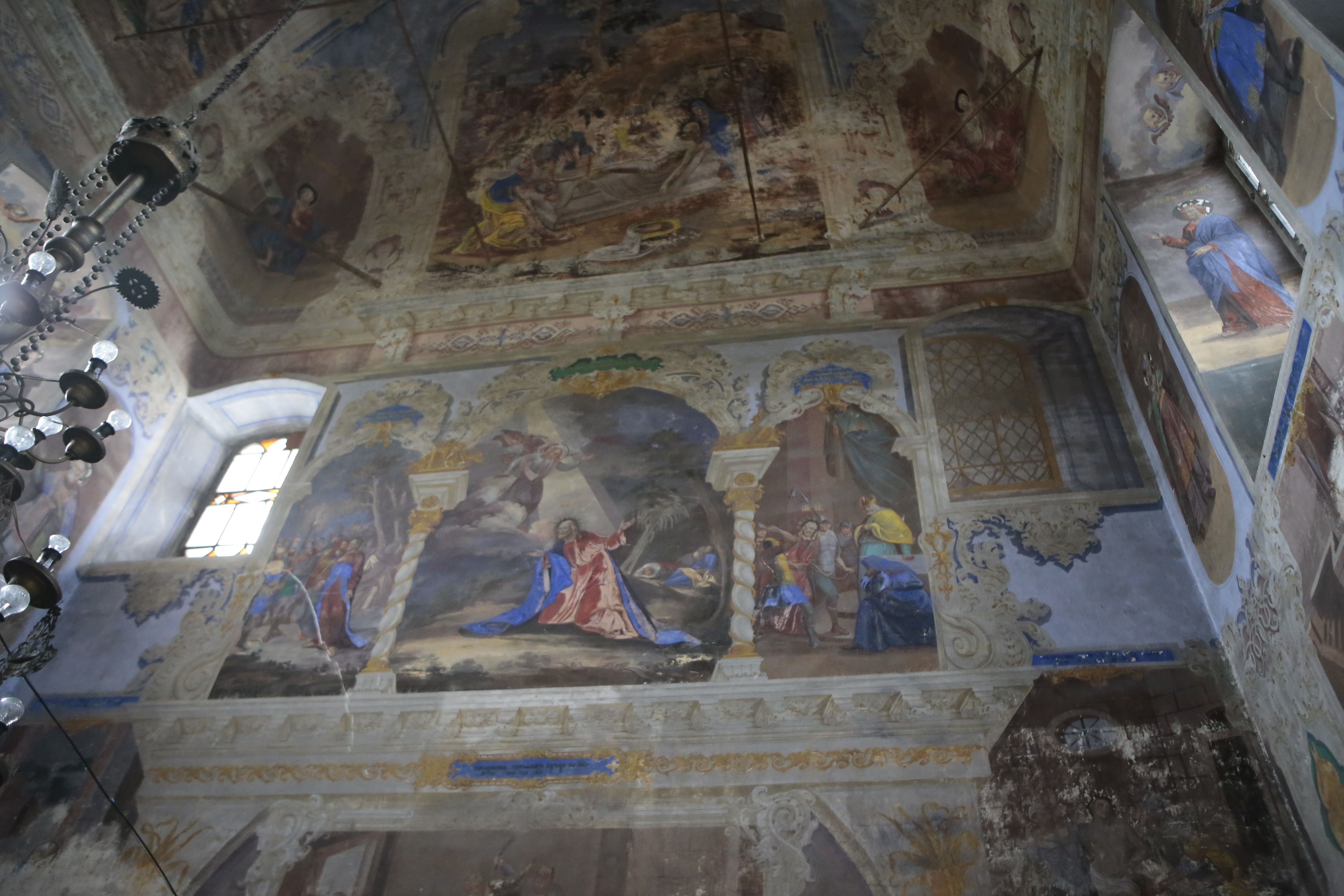
Росписи западной стены
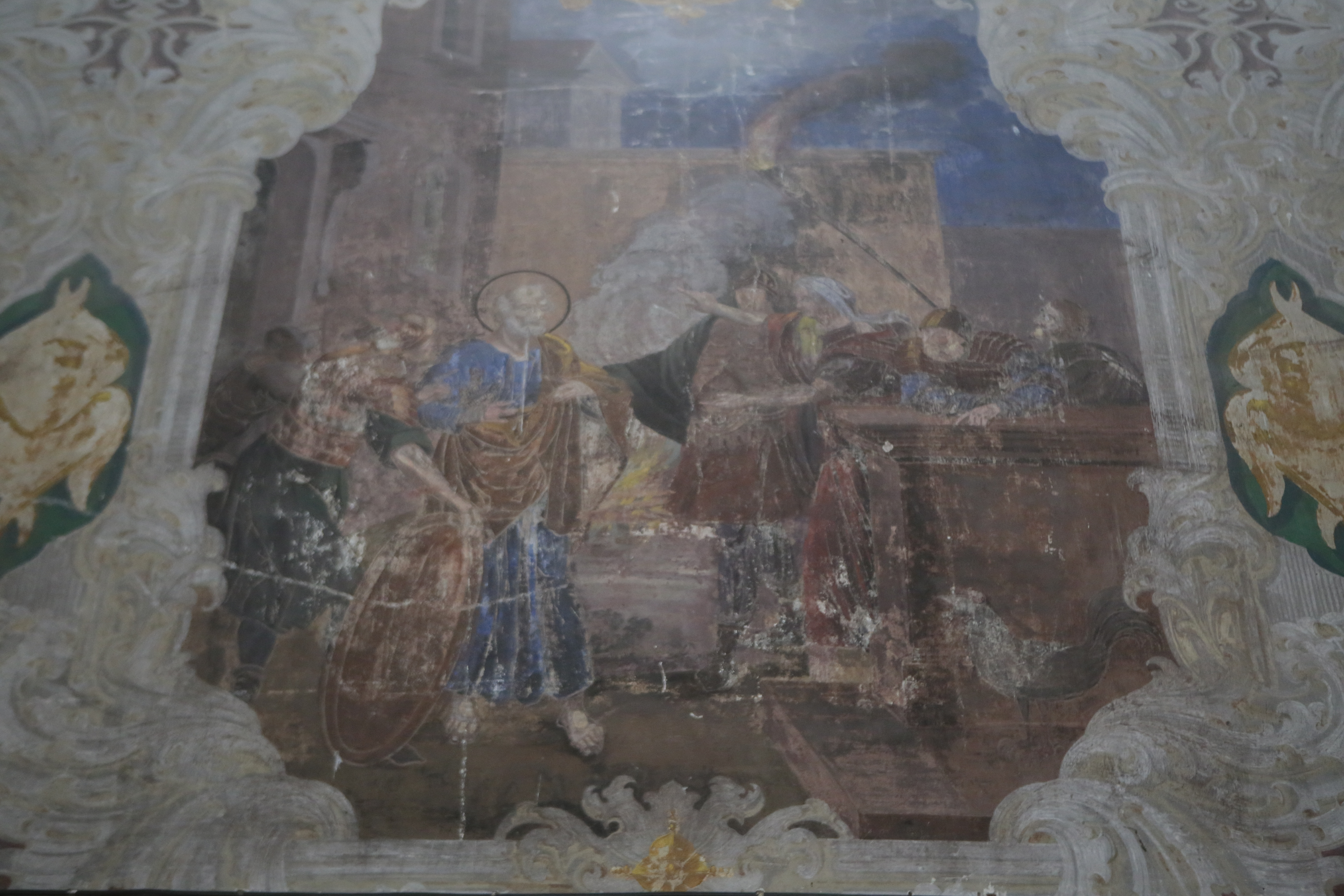
«Отречение Петра»
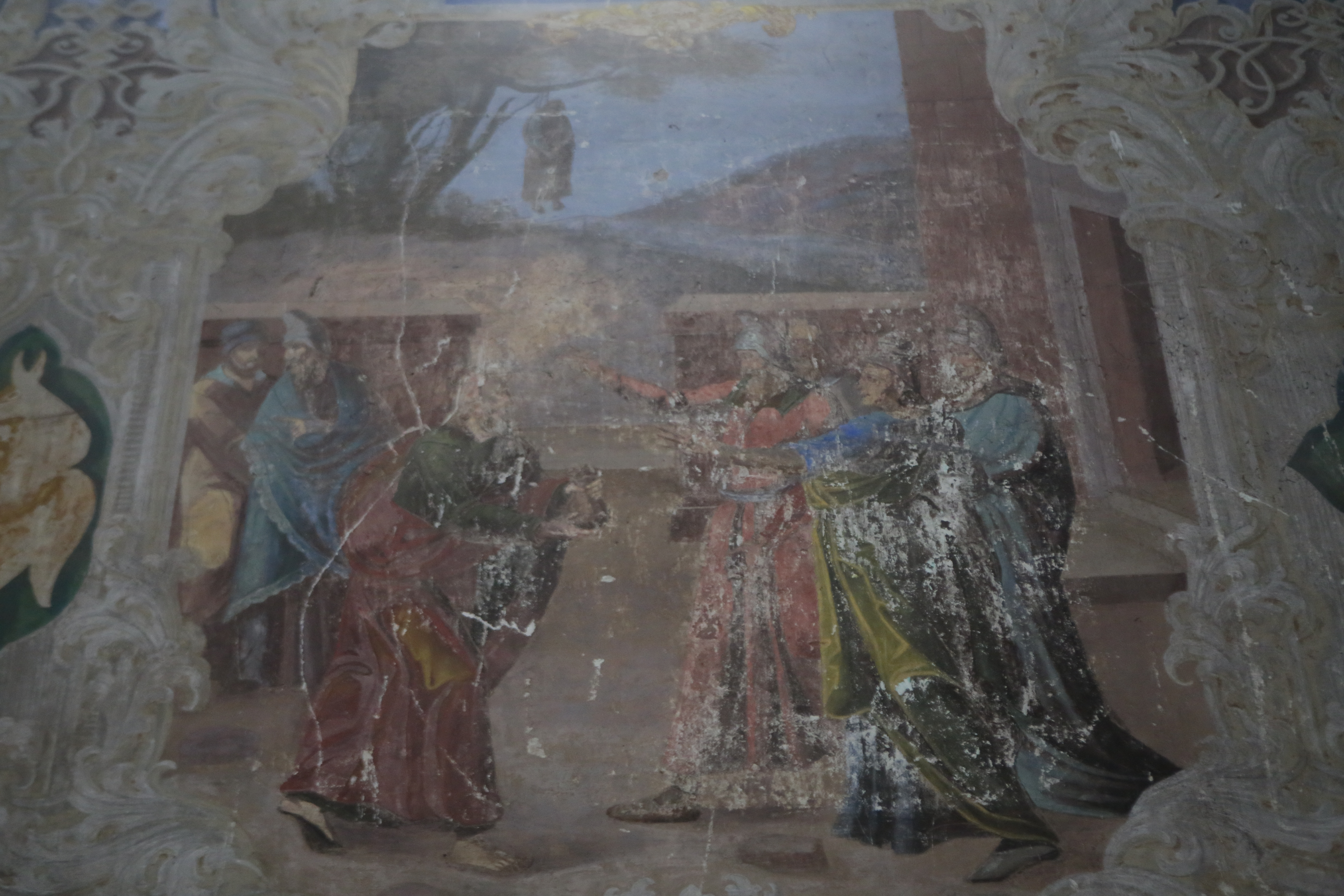
«Предательство Иуды»
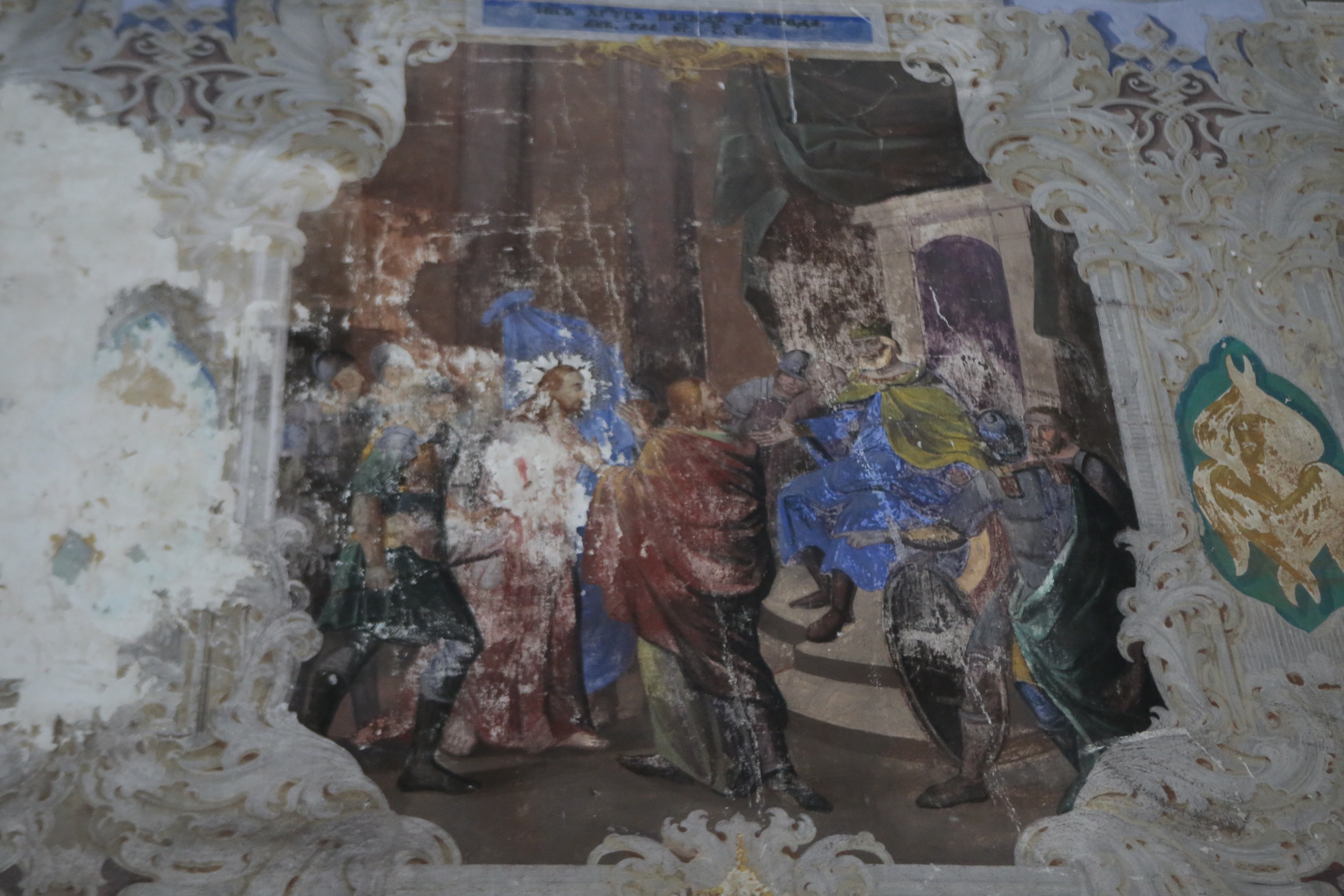
«Христос на суде у Ирода»
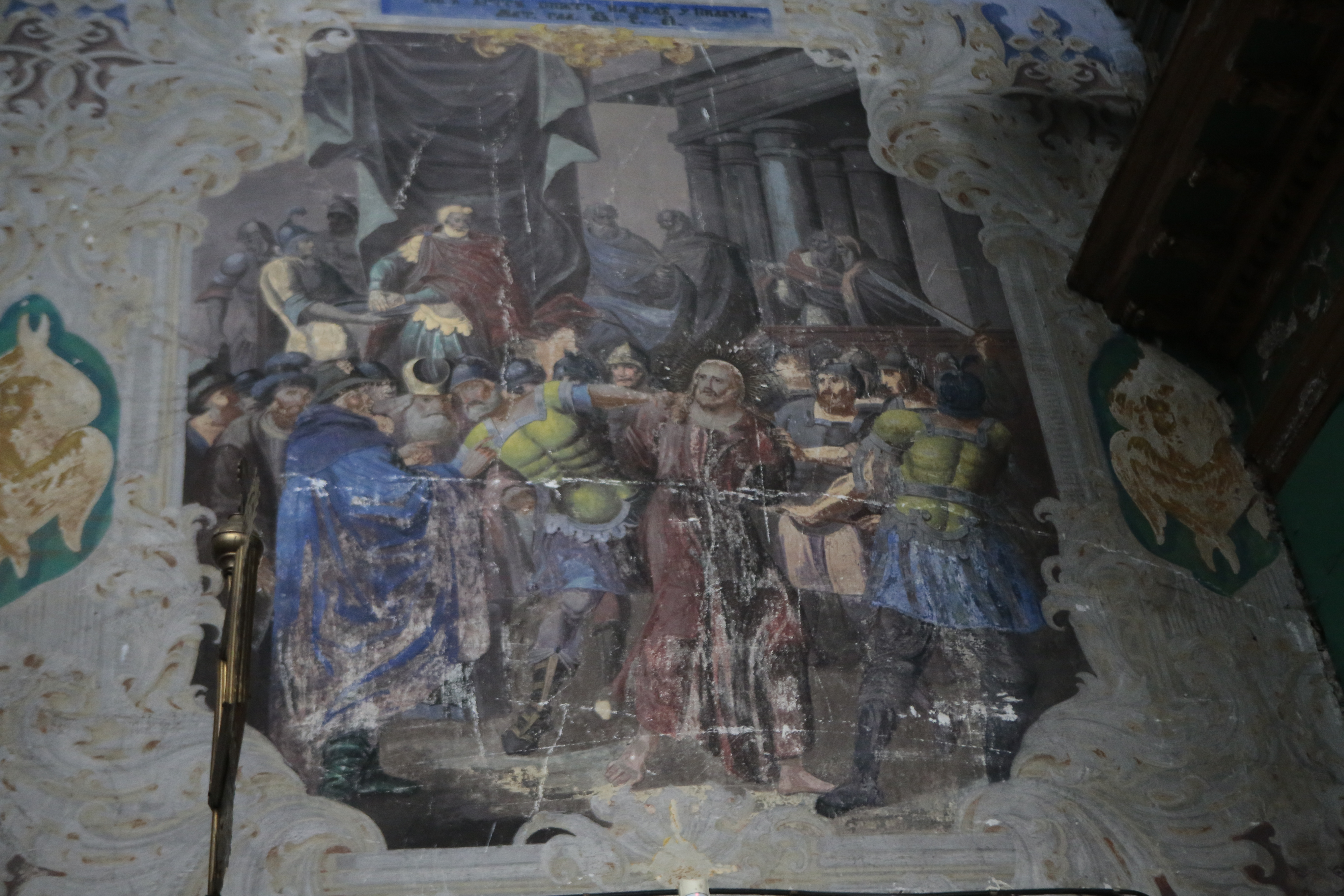
«Суд Пилата»
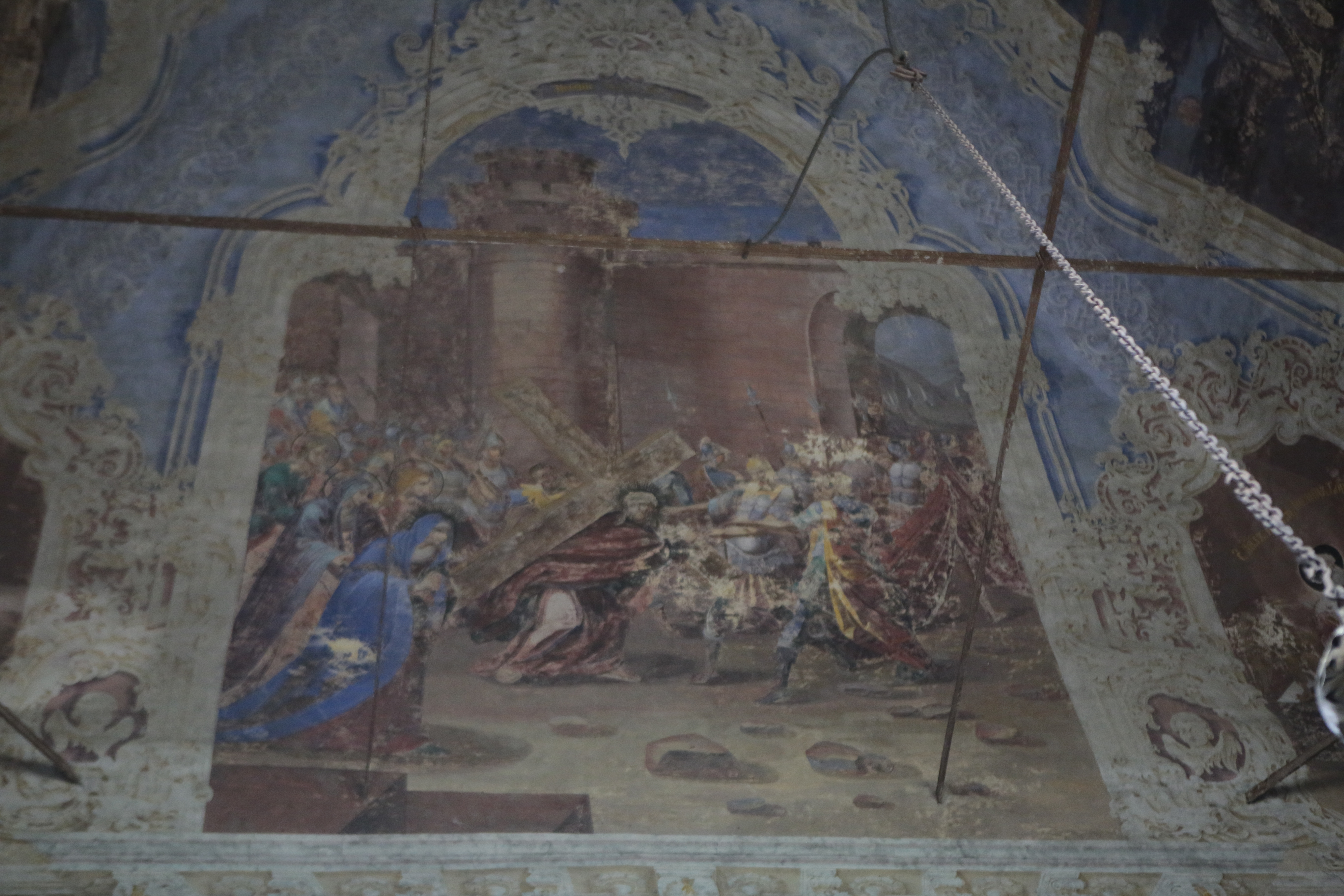
«Несение креста»
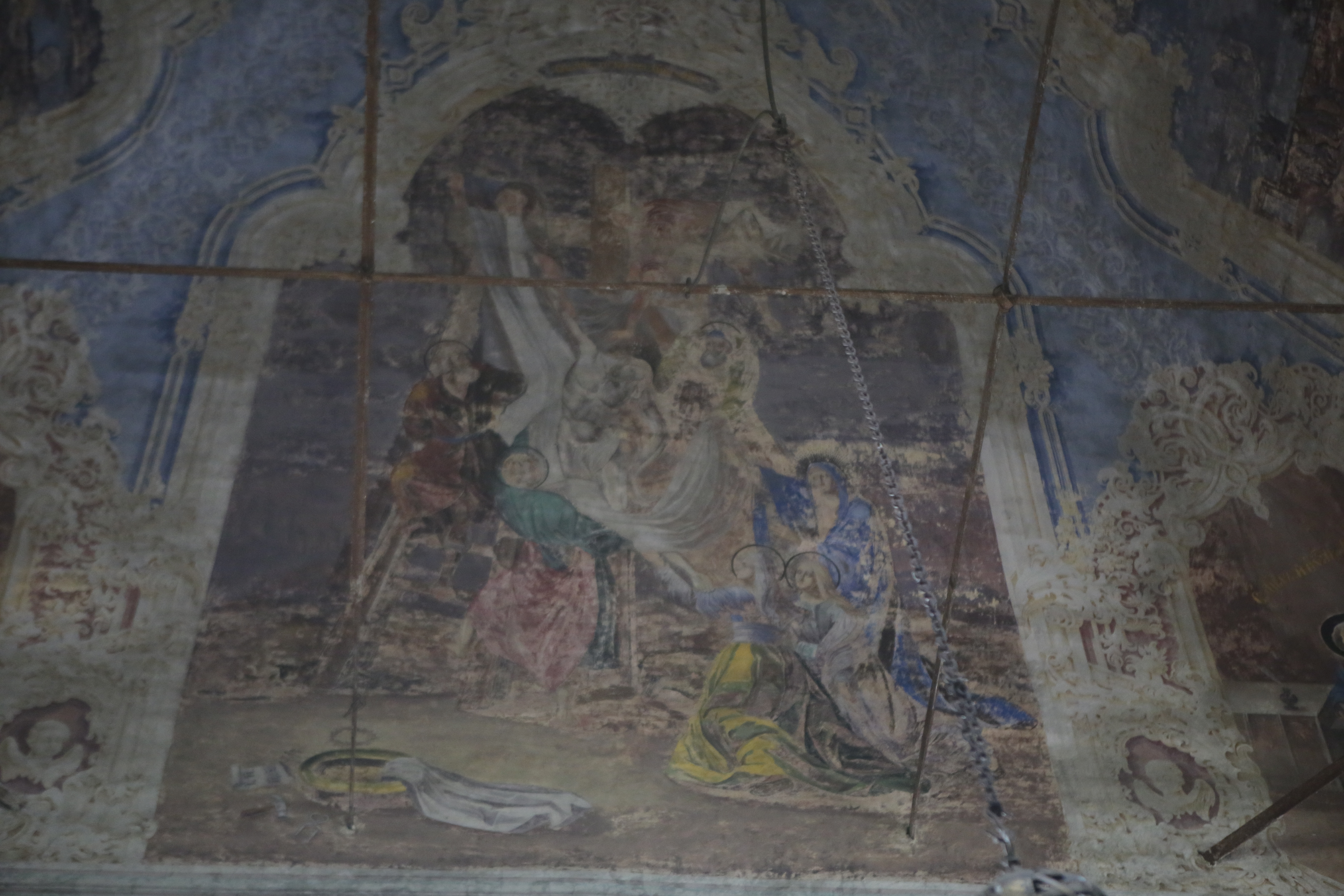
«Снятие с креста»